# Салуцо
Салуцо (итал. Saluzzo) је насеље у Италији у округу Кунео, региону Пијемонт.
Према процени из 2011. у насељу је живело 13111 становника. Насеље се налази на надморској висини од 348 м.

## Становништво
Према резултатима пописа становништва 2011. у општини је живело 16.940 становника.
| 1931.  | 1936.  | 1951.  | 1961.  | 1971.  | 1981.  | 1991.  | 2001.  | 2011.  |
| ------ | ------ | ------ | ------ | ------ | ------ | ------ | ------ | ------ |
| 17.103 | 15.938 | 16.227 | 16.389 | 17.906 | 16.526 | 15.872 | 15.647 | 16.940 |

## Партнерски градови
- Лович